# Die Frau des Zeitreisenden (Film)
Die Frau des Zeitreisenden (Originaltitel The Time Traveler’s Wife) ist ein 2009 von dem deutschen Regisseur Robert Schwentke inszeniertes, US-amerikanisches romantisches Filmdrama von New Line Cinema mit Science-Fiction-Hintergrund. Es basiert auf dem 2003 erschienenen gleichnamigen Bestsellerroman der US-amerikanischen Schriftstellerin Audrey Niffenegger.

## Handlung
Die Handlung der werkstreuen Verfilmung deckt sich bis auf geringe Abweichungen mit der Beschreibung des Handlungsablaufs im Roman Die Frau des Zeitreisenden.

## Hintergrund
Bereits vor Veröffentlichung des Romans sicherte sich Brad Pitts Produktionsfirma Plan B Entertainment die Filmrechte an Audrey Niffeneggers Roman. Im September 2003 wurde zunächst Jeremy Leven mit dem Verfassen eines Drehbuchs beauftragt, 2007 wurde dieses von Bruce Joel Rubin überarbeitet. Bevor Robert Schwentke die Regie übernahm, fanden erfolglose Verhandlungen mit den Regisseuren Steven Spielberg, Gus Van Sant und David Fincher statt. Die Dreharbeiten fanden von September bis November 2007 in Toronto, Hamilton und Chicago statt. Der ursprüngliche Premierentermin des Films musste aufgrund von jahreszeitlich bedingten Nachdrehs von 2008 auf 2009 verlegt werden. Für die Nachdrehs musste außerdem darauf gewartet werden, dass Eric Banas Brusthaar nachwuchs, denn das hatte sich der Schauspieler für die Dreharbeiten zu Star Trek zwischenzeitlich abrasieren müssen.
Am 14. August 2009 lief der Film im Verleih von Warner Brothers schließlich in den USA, Kanada und Großbritannien an, in Deutschland und Österreich am 17. bzw. 18. September 2009. Das Budget des Films wird auf 39 Millionen US-Dollar geschätzt, seine Einnahmen in den USA auf 63,4 Millionen, davon 18,6 Millionen alleine am Eröffnungswochenende.
In Brasilien wurde der Film vom Filmverleih im Internet fälschlicherweise als Film von Brad Pitt beworben.

## Soundtrack
Der von Mychael Danna komponierte Soundtrack, bestehend aus 23 Musiktiteln, wurde am 25. September 2009 von Decca Records veröffentlicht.
| #   | Titel                      | Musiker                   | Zeit |
| 1.  | Es ist ein Ros entsprungen | Mychael Danna             | 0:51 |
| 2.  | I’m You Henry              | Mychael Danna             | 2:30 |
| 3.  | Meadow                     | Mychael Danna             | 3:19 |
| 4.  | How Does It Feel?          | Mychael Danna             | 1:59 |
| 5.  | Diary                      | Mychael Danna             | 1:21 |
| 6.  | Train                      | Mychael Danna             | 1:43 |
| 7.  | I Don’t Feel Alone Anymore | Mychael Danna             | 2:22 |
| 8.  | Love Will Tear Us Apart    | Broken Social Scene       | 4:44 |
| 9.  | Married To Me              | Hollywood Studio Symphony | 1:04 |
| 10. | Home                       | Mychael Danna             | 1:36 |
| 11. | Do You Know When?          | Hollywood Studio Symphony | 2:09 |
| 12. | Testing                    | Mychael Danna             | 1:04 |
| 13. | Alba                       | Mychael Danna             | 2:33 |
| 14. | I Never Had A Choice       | Mychael Danna             | 2:58 |
| 15. | Who Would Want That?       | Hollywood Studio Symphony | 2:29 |
| 16. | I Left Him Sleeping        | Hollywood Studio Symphony | 1:30 |
| 17. | It’s A Girl                | Mychael Danna             | 2:57 |
| 18. | Five Years                 | Hollywood Studio Symphony | 2:03 |
| 19. | Try To Stay                | Hollywood Studio Symphony | 1:40 |
| 20. | New Year’s Eve             | Hollywood Studio Symphony | 1:55 |
| 21. | No Tracks In The Snow      | Hollywood Studio Symphony | 1:48 |
| 22. | See You Again              | Mychael Danna             | 5:41 |
| 23. | Broken                     | Lifehouse                 | 4:46 |

## Rezeption
Die Frau des Zeitreisenden erhielt ein eher schlechtes Presseecho, was sich auch in den Auswertungen US-amerikanischer Aggregatoren widerspiegelt. So erfasst Rotten Tomatoes mehrheitlich kritische Besprechungen und ordnet den Film dementsprechend als „Gammelig“ ein. Dort formuliert man den Konsens: „Zwar könnte Die Frau des Zeitreisenden Fans der Romanvorlage gefallen, aber der konstruierte Plot und das unlogische Narrativ begrenzen die Wirksamkeit des Films.“ Laut Metacritic fallen die Bewertungen im Mittel „Durchwachsen oder Durchschnittlich“ aus.
Auch die deutschen Kritiken fielen überwiegend negativ aus:
„Was eine sensible Geschichte über das Nagen der Zeit an der Liebe sein könnte, wird aufgrund einer überkomplexen Erzählstruktur zum zähen, konstruiert wirkenden Drama, das trotz seiner Verschachtelungen weitgehend vorhersehbar ist und kaum Emotionen aufkommen lässt“, schreibt das Lexikon des internationalen Films.
Christian Horn von Filmstarts urteilt, der Film sei „ein episch angelegtes Kinogleichnis über die Kraft der Liebe. Leider gleitet die an sich spannende Ausgangslage allzu oft in konventionellen Kitsch ab, um sich dann am Ende unbeschadet aus der Affäre ziehen zu können.“ Die Frau des Zeitreisenden wirke „aufgesetzter und künstlicher […] als es dem Film gut tut.“ Ghost – Nachricht von Sam, der ebenfalls aus der Feder von Bruce Joel Rubin stammt, betone den Fantasy-Aspekt deutlicher, was ihn zum besseren der beiden Filme mache. Horn resümiert: „Zeitsprung statt Seitensprung […], aus dem Thema hätte man leicht mehr Faszination ziehen können.“
Die Redaktion von Cinema ist der Meinung, der Film „wirkt wie ein ferner Verwandter des Brad-Pitt-Tränenziehers Der seltsame Fall des Benjamin Button, ist aber ungleich schwächer und uninspirierter“. Der zugrundeliegende Liebesroman von Audrey Niffenegger werde von „Schwentke hemmungslos verkitscht“. Das Resultat sei eine „verwirrende und verschachtelte Liebesgeschichte mit unübersehbaren logischen Löchern und komplett unterforderten Hauptdarstellern“.
Bei den Saturn Awards wurde der Film 2010 als bester Fantasyfilm nominiert, während Brooklynn Proulx eine Nominierung als beste Nachwuchsschauspielerin erhielt. Im selben Jahr wurde Alex Ferris bei den Young Artist Awards als bester Nebendarsteller nominiert.